# Levantamiento bolchevique en Kiev
El levantamiento armado en Kiev (en ruso; Октябрьское вооружённое восстание в Киеве) fue un levantamiento llevado a cabo por los bolcheviques en la ciudad de Kiev, que tuvo lugar del 26 de octubre/8 de noviembre al 31 de octubre/13 de noviembre de 1917 durante la Revolución de Octubre. El levantamiento terminó con la victoria del Comité de Kiev del Partido Bolchevique y de la Rada Central.

## Cronología
El 7 de noviembre de 1917, las noticias de los acontecimientos revolucionarios en Petrogrado plantearon dudas sobre el control político de Kiev y Ucrania en general. Tres bandos lucharon por el control de Ucrania: la Rada Central Ucraniana, la sede del Distrito Militar de Kiev (KVO), y el Comité de Kiev del Partido Bolchevique, 10 miembros de los cuales se habían unido previamente a la Rada Central. La Rada Central estaba formada por representantes de 19 partidos políticos, incluidos los bolcheviques, aunque estos últimos no tenían una gran influencia en Ucrania y solo eran apoyados por alrededor del 10% de la población total. Antes del comienzo de los levantamientos revolucionarios de octubre, la Rada Central estaba en conflicto con el Gobierno Provisional por las demandas de plena autonomía de Ucrania dentro del estado ruso, y creía que este no duraría más de unas semanas en el poder.
El 8 de noviembre, por iniciativa de la Rada Central Ucraniana, se formó el Comité Regional para la Protección de la Revolución en Ucrania, que se suponía que se convertiría en un gobierno provisional en Kiev. Sus miembros incluían representantes de varios partidos políticos, consejos y la duma de la ciudad. El Comité realizó sus reuniones en el edificio del Museo Pedagógico. La sede de la KVO apoyó al Gobierno Provisional Ruso y no confiaba en el Comité Regional, ya que incluía a los bolcheviques. El 9 de noviembre, la Rada Central finalmente tomó una posición negativa contra la revolución en Petrogrado, condenando las acciones de los bolcheviques y declarando que "luchará resueltamente contra todos los intentos de apoyar tal levantamiento en Ucrania". La Rada expresó su consentimiento a la creación en Rusia de un gobierno socialista homogéneo con la participación de representantes de todos los partidos socialistas.
Los bolcheviques de Kiev, dirigidos por Gueorgui Piatakov (un miembro activo de la Rada Central), se mantuvieron firmes en los principios leninistas y no estaban de acuerdo con la posición de la Rada Central. El mismo día abandonaron el Comité Regional de Protección a la Revolución y realizaron un congreso conjunto con la participación de representantes de los consejos de diputados obreros y soldados, sindicatos, presidentes de comités de fábrica y unidades militares (en el edificio del teatro Bergonier). Y aunque estaba claro que una posible toma del poder por parte de cualquier partido conduciría a la disidencia de otras fuerzas políticas, una división en la sociedad y una guerra civil, los bolcheviques de Kiev adoptaron resoluciones en apoyo del levantamiento bolchevique en Petrogrado y anunciaron el establecimiento del poder soviético. También en su congreso, se creó un comité revolucionario, que incluía a Yan Gamarnik, Aleksandr Gorvits, Andréi Ivánov, Isaak Kreisberg, Vladímir Zatonski, Iván Kulik y otros, a quienes se planeó transferir el poder. Todos ellos también participaron en un levantamiento de enero realizado un par de meses después para apoyar la captura de Kiev por parte de las tropas bolcheviques que avanzaban desde la RSFS de Rusia y así poder establecer el poder soviético en Ucrania.
En respuesta a las actividades de las fuerzas militares bolcheviques, la KVO ordenó la liquidación del centro bolchevique el 10 de noviembre de 1917. Las tropas del distrito rodearon el Palacio Mariinski, donde se encontraba el Comité Revolucionario local, y dispararon contra los edificios de la Duma de Kiev, el Comité Ejecutivo y el Comité Bolchevique. Casi todos los miembros del Comité de Kiev del Partido Bolchevique y del Comité Revolucionario (14 personas) fueron arrestados. Ese mismo día dejó de existir el Comité Regional para la Protección de la Revolución, ya que el comandante del distrito, Mijaíl Kvetsinsky, se negó a recibir órdenes de él. El 10 de noviembre todas las funciones del liquidado Comité Regional para la Protección de la Revolución fueron transferidas a la Secretaría General de la Rada Central.
Los bolcheviques respondieron a esta acción restaurando el Comité Revolucionario al día siguiente (que incluía a Vladímir Zatonski, Andréi Ivánov, Iván Kudrin, entre otros), y lanzaron una operación armada contra las fuerzas de KVO.
Al mismo tiempo, en la 7ª sesión de la Rada Central, los diputados formaron un comité para encontrar formas de detener el caos revolucionario en Kiev. También decidió transferir toda Ucrania bajo la autoridad de la Rada Central, junto con Kiev. Se suponía que el consejo central, según el plan, cooperaría con la Duma de la ciudad y los sóviets de diputados de trabajadores y soldados.
Durante los días siguientes, se produjeron escaramuzas callejeras en partes de la ciudad como Pechersk y Demeyevka.
Aprovechando la derrota de las tropas gubernamentales, las unidades ucranianas tomaron el control de las principales instituciones estatales de la ciudad.
El 13 de noviembre, los líderes del cuartel general del Distrito Militar de Kiev, que estaba ubicado en la calle Bankova, firmaron un acuerdo de alto el fuego con el Comité Revolucionario de Kiev y pronto abandonaron la ciudad. Como resultado, el distrito militar de Kiev fue liquidado.
El 16 de noviembre de 1917, en una reunión conjunta del Consejo Central y el Comité Ejecutivo de los Sóviets de Diputados Obreros y Soldados en Kiev, la Rada fue reconocida como el consejo regional en Ucrania. El 20 de noviembre se adoptó la Tercera Proclama Universal de la República Popular de Ucrania, que proclamó a Ucrania una región autónoma dentro del estado ruso con capital en Kiev.